# Cononicephora rentzi
Cononicephora rentzi är en insektsart som beskrevs av Andrej Vasiljevitj Gorochov 1994. Cononicephora rentzi ingår i släktet Cononicephora och familjen vårtbitare. Inga underarter finns listade i Catalogue of Life.